# Marie Brand und das Verhängnis der Liebe
Marie Brand und das Verhängnis der Liebe ist die 23. Episode der Krimiserie Marie Brand. Der Fernsehfilm mit Mariele Millowitsch in der Titelrolle und Hinnerk Schönemann als Kriminalhauptkommissar Jürgen Simmel wurde am 3. Oktober 2018 im ZDF erstausgestrahlt.

## Handlung
Nadine Ullrich, Assistentin des Kölner Psychotherapeuten Jörg Korfmann, erhält am späten Abend einen Anruf und begibt sich daraufhin in die Innenstadt. Am nächsten Tag wird sie tot in einem Park aufgefunden. Kommissarin Marie Brand und ihr Kollege Jürgen Simmel erkennen sogleich, dass der Fundort nicht der Tatort sein kann. Raubmord ist auszuschließen und es finden sich Blumen in der Nähe, was auf ein Date schließen lässt. Als die Ermittler Korfmanns Praxis aufsuchen, verhält sich der sich im Wartezimmer befindende Klient Detlef Stelzer merkwürdig. Als er die Flucht ergreift, eilt Simmel dem Mann nach, kann ihn aber nicht fassen. Brand wird derweil von Korfmann über Stelzer und dessen Gewalttätigkeit unterrichtet. Insbesondere Frauen gegenüber sei er in der Vergangenheit auffällig geworden, weshalb er bei ihm in Behandlung wäre, was nun dazu führt, dass er als dringend tatverdächtig gilt, Ullrich erschlagen zu haben. Nachdem Stelzers Fingerabdrücke an dem Blumenpapier gefunden werden, ist für Simmel die Täterschaft klar, wohingegen Brand Zweifel hat, da ihr die Hinweise zu eindeutig erscheinen. Zudem wird Stelzer von seinem Bewährungshelfer durchweg positiv beurteilt.
Bei der Befragung von Britta Hauke, der Freundin des Opfers, wird schnell klar, dass sie den Ermittlern etwas verschweigt. Augenscheinlich hat sie mit Jörg Korfmann ein Verhältnis, der vor ca. einem Jahr von seiner Frau verlassen wurde, weil sie seine selbstgerechte und eitle Grundhaltung, sowie seine Untreue nicht mehr ertragen konnte. Bei einer erneuten Befragung Korfmanns erklärt er, dass er in der letzten Zeit mit Ullrichs Arbeit nicht mehr zufrieden gewesen wäre und er ihr deshalb gekündigt hätte. Brands Recherche nach hatte er aber bis vor kurzem ein Verhältnis mit Ullrich, ehe er mit Britta Hauke angebändelt hatte. Somit hätte Hauke ein Motiv, die unliebsame Konkurrentin auszuschalten, denn Korfmann hatte ihr sogleich die freigewordene Assistentenstelle angeboten. Brand hält es allerdings auch nicht für unmöglich, dass Korfmann der Täter war, wenngleich sich ihr dafür noch kein Motiv offenbart. Lediglich sein Mangel an Empathie und seine offensichtliche narzisstische Persönlichkeitsstörung machen ihn in ihren Augen verdächtig. Allerdings hat er für die Tatzeit ein Alibi.
Derweil ist Simmels Hauptverdächtiger, Detlef Stelzer, noch immer auf der Flucht. In seiner Not entführt dieser seinen Therapeuten Korfmann und fordert Hilfe von ihm ein. Der rät ihm allerdings sich umgehend der Polizei zu stellen, weil er seine Situation nicht anders verbessern könne. Stelzer nimmt den Rat an und trifft sich mit seinem Bewährungshelfer. Anschließend wird er festgenommen und verhört. Parallel gibt auf dem Revier auch Korfmann seine Beurteilung gegenüber Stelzer ab und lässt keinen Zweifel daran, dass dieser ein unverbesserlicher Gewalttäter wäre. Die permanenten Anschuldigungen bestärken Brand darin, dass Korfmann Stelzer mit aller Gewalt als Täter dastehen lassen will, um vermutlich von sich selbst abzulenken. Mit Simmels Hilfe kann Brand Korfmanns Alibi aufweichen, dennoch fehlen stichhaltige Beweise für dessen Schuld. Doch spitzen sich die Ereignisse zu, als Korfmann seinen finalen Plan offenbart: Rache an seiner Frau. Zu diesem Zweck hat er seit Monaten einen seiner angehenden Doktoranden manipuliert, den er nun im Zweikampf tötet, als dieser Korfmanns falsches Spiel durchschaut. Seine Frau will der Therapeut damit bestrafen, dass er sich von ihr umbringen lassen will. Sie soll ihn von seinen Qualen erlösen, schließlich kommt es in seinem Weltbild nicht vor verlassen zu werden. Zugleich würde er sie zur Täterin machen und sie so mit Schuldgefühlen strafen. Er lockt sie in einen Park und gesteht ihr seine Assistentin umgebracht zu haben, weil sie ihn durchschaut hätte. Korfmann provoziert seine Frau, doch als sie ihn wider erwarten nicht tötet, will er sich selbst richten, was Simmel mit einem gezielten Schuss auf die Waffe verhindern kann. Korfmann wird festgenommen und muss sich für seine Taten verantworten.

## Hintergrund
Der Film wurde von der Warner Bros. International Television Production (Eyeworks) produziert und vom 14. November 2017 bis zum 15. Dezember 2017 in Köln und Umgebung gedreht.

## Kritik
Tilmann P. Gangloff urteilte für tittelbach.tv: „die 23. Episode der Reihe, ist ein Krimi für den Kopf, der nicht zuletzt durch die Erotik des Intellekts fasziniert: weil sich die Titelheldin mit einem nicht minder brillanten Psychotherapeuten messen muss, der allem Anschein nach unter einer narzisstischen Persönlichkeitsstörung leidet. Brand ist überzeugt, dass dieser Mann seine Assistentin umgebracht hat, aber sein Alibi ist hieb- und stichfest. Peter Jordan ist eine ausgezeichnete Besetzung für diese Rolle und liefert sich mit Mariele Millowitsch ziemlich anspruchsvolle Dialogduelle, weshalb die kleinen Comedy-Einlagen von Hinnerk Schönemann etwas aus dem restlichen Rahmen des Films fallen.“
Kino.de schrieb: „Ein kluger Krimi, in dem Marie Brand und Kollege Simmel ein perfider Antipode entgegen gestellt wird – in Person von Peter Jordan als selbstsüchtigem Psychotherapeuten. ‚Marie Brand und das Verhängnis der Liebe‘ bezieht seinen Reiz aus diesem Psychoduell, vor allem aber auch aus dem der Vollendung nahen Zusammenspiel von Mariele Millowitsch und dem stets erstaunlichen Hinnerk Schönemann. Zudem glänzen Bettina Lamprecht und Aljoscha Stadelmann in markanten Nebenrollen.“
Hans Czerny von Prisma.de meinte diesmal nur kurz: Es geht „Ein herausragend besetzter Köln-Krimi, der abermals Kniffelei und Humor geschickt miteinander verbindet.“
Die Kritiker der Fernsehzeitschrift TV Spielfilm vergaben die bestmögliche Wertung (Daumen nach oben) und meinten, der Fall „gefällt vor allem als Studie um die Macht der Manipulation und als spannendes Psychospiel um einen Therapeuten und seinen Patienten.“ Fazit: „Schwerter und Psychospiele? Verhängnisvoll“.